# О’Райли, Ноэл
Ноэл О’Райли (англ. Noel O'Reilly; 1947 — 26 сентября 2008) — ирландский футбольный тренер. Известен как помощник ирландского тренера Брайана Керра в клубе «Сент-Патрикс Атлетик» и сборных Ирландии разных возрастов.

## Карьера

### Начало
Ноэл О’Райли родился в 1947 году в Дублине, вырос в северной части города. Проживал в доме на Норт-Чарльз-стрит. Футболом увлекался с детства, выступал на позиции вратаря и играл за разные городские команды, однако в профессиональных клубах не выступал никогда. Работал печатником, позже устроился в школу святого Иосифа для слепых и слабовидящих детей на северной окраине Дублина, где вёл занятия по оздоровительной физкультуре. По словам учеников, благодаря работе О’Райли атмосфера на уроках преобразилась, а скучные занятия уступили места подвижным и весёлым играм.
В 1971 году по инициативе Винсента Батлера он пришёл в клуб «Бельведер», где стал тренировать команду из детей до 12 лет: именно там началась карьера О’Райли как клубного тренера. В этом же клубе он иногда выступал и как играющий тренер, защищая ворота в любительских турнирах (в том числе в лиге Ленстера). При помощи Винсента Батлера он поступил на тренерские курсы, организованные Футбольной ассоциацией Англии, и окончил их. В дальнейшем он участвовал в регулярных семинарах тренеров в Мосни, Горманстоне, Каване и Монахане. В 1980-е годы он неоднократно бывал в США, проводя мастер-классы для юных игроков в Техасе, в футбольных лагерях городов Сан-Антонио и Остин.

### Работа с Брайаном Керром
О’Райли работал в клубе «Шемрок Роверс» помощником Джонни Джайлза, когда познакомился с тренером Брайаном Керром. Оба вскоре были назначены помощниками Лиам Туохи, в ведении которого были юниорские сборные Ирландии. В 1980-е годы ирландская сборная три раза попадала на чемпионат Европы, заняв 4-е место в 1984 году и отобравшись на чемпионат мира в 1985 году. В 1986 году из сборной ушёл Туохи, у которого произошёл конфликт с Джеком Чарльтоном: согласно распространённой истории, в перерыве матча против Англии в раздевалку зашёл Чарльтон, который публично поставил под сомнение компетенции Туохи. В знак солидарности вслед за Туохи из команды ушли и Керр, и О’Райли.
Какое-то время О’Райли работал на своём прежнем рабочем месте в школе в Драмкондра, пока Керр не позвал его в клуб «Сент-Патрикс Атлетик». При Керре и О’Райли команда становилась чемпионом Ирландии в сезонах 1989/1990 и 1995/1996. В сезонах 1997/1998 и 1998/1999 «Сент-Патрикс» также становился чемпионом с О’Райли в тренерском штабе, но главным тренером клуба тогда был Пэт Долан. В 1999 году Ноэль был назначен руководителем управления развития при Футбольной ассоциации Ирландии; о назначении на эту должность ходатайствовал лично Керр.

### Успехи в сборных
В 1997 году Ирландия заняла 3-е место на молодёжном чемпионате мира в Малайзии, а в 1998 году выиграла сразу два чемпионата Европы — в Шотландии среди юношей до 16 лет и на Кипре среди юношей до 18 лет. Во всех случаях тренерами команды были именно Брайан Керр и Ноэл О’Райли. В 1998 году в знак признания 20-летней работы О’Райли в ирландском футболе и за вклад в успехи юниорских сборных Футбольная ассоциация Ирландии присудила ему специальную премию за заслуги. В 2002 году О’Райли входил в тренерский штаб Мика Маккарти, возглавлявшего сборную Ирландии и выступавшего с ней на чемпионате мира в Корее и Японии. После прихода Брайана Керра на должность главного тренера О’Райли работал с ним с 2003 по 2005 годы.
Многие из подопечных О’Райли сделали большую футбольную карьеру. Его тренерские качества и энтузиазм высоко оценивали многие игроки, в том числе и те, кто выступал в 1997 году на чемпионате мира в Малайзии. По их словам, О’Райли никогда не отзывался плохо об игроках и всегда готов был помочь найти решение возникавшей у них игровой проблемы. Многие называли О’Райли «правой рукой Керра».

### Смерть и память
В апреле 2008 года Керр был назначен руководителем учебного департамента Футбольной ассоциации Ирландии, однако успел проработать на этой должности очень мало времени. Вскоре он тяжело заболел, но до конца своих дней он продолжал оставаться в футболе: последней его должностью был пост тренера студенческой сборной Ирландии. За неделю до своей кончины он провёл занятие в Голуэе с тренерами-обладателями лицензии УЕФА класса A: Футбольная ассоциация Ирландии выбрала его и ещё нескольких человек в качестве кандидатов на получение тренерской лицензии UEFA Pro. Его не стало 26 сентября 2008 года.
В Ирландии Ноэл О’Райли считается одним из выдающихся футбольных тренеров в её истории. Его имя носит один из призов, ежегодно вручаемый лучшим тренерам футбольных клубов Ирландии.

## Личная жизнь
О’Райли оставил супругу Роуз, братьев Шея и Кирнана и сестёр Монику и Дейдре, а также приёмную дочь Роузи. Супруга была также футбольным тренером, руководила женской командой клуба «Бельведер» и привлекалась в женскую сборную Ирландии. Вне футбола увлекался музыкой, играя на гитаре и на ударных. Он исполнял песни от ирландских баллад Кристи Мура до рок-хитов Боба Дилана и U2, выступая перед игроками сборных на разных турнирах, а также организовывал рождественские и новогодние праздники.